# Video Electronics Standards Association
La Video Electronics Standards Association, in sigla VESA, è un'associazione di imprese nata nel 1989 e promossa da NEC Home Electronics e altri produttori di monitor per computer.

## Storia
Lo scopo iniziale era quello di superare lo standard VGA con risoluzione 640×480 e promuovere un nuovo standard SVGA e risoluzione 800×600.
L'associazione si è poi evoluta in diverse direzioni proponendo molti standard per permettere a periferiche e computer di poter operare in modo funzionale.
Alla data del 12 maggio 2008 il consorzio poteva contare su 168 aziende aderenti.

## Organizzazione attuale
La Video Electronics Standards Association è gestita da un "Board of Directors", ossia da un consiglio di amministrazione, che rappresenta, nelle votazioni, più di 165 aziende associate di tutto il mondo.
VESA intende supportare un ampio insieme di interfacce standard industriali per le aziende che producono componenti per PC, workstation ed elettronica di consumo.
In particolare, VESA mette a disposizione un forum per sviluppare, promuovere e supportare standard aperti per l'industria dei display. Le specifiche di alcuni di questi standard sono free, mentre di molti altri sono a pagamento e questo ha causato, a volte, uno sviluppo parallelo da parte di alcune aziende.
L'attività di redazione dei vari standard si basa su 5 comitati:
- Display Systems Committee sorto nel 1998 per fornire un supporto per lo sviluppo di specifiche inerenti allo sviluppo di interfacce per display in tutte le componenti elettriche, meccaniche (incluso il montaggio), di temporizzazione, identificazione, controllo, canali di comunicazione, protocolli di comunicazione e formato dell'informazione.
- Display Device Committee sorto nel dicembre 2003, si propone di definire degli standard che permettano ai produttori di pannelli per display di avere delle dimensioni e specifiche di montaggio standard sui monitor di vari produttori.
- Japan Committee sorto nel maggio del 1999 si propone di fare da tramite fra le varie aziende giapponesi e gli altri comitati
- Marketing Committee si propone come promotore dell'associazione ed è teso sia alla ricerca di nuovi soci sia alla diffusione degli standard e del logo VESA
- Technical Review Committee si fa carico di verificare che tutta la documentazione e le informazioni relativa agli standard siano corretti

## Standard

### Standard non più attuali
Alcuni standard VESA si riferiscono a sistemi o interfacce superate dai nuovi sistemi ma hanno fatto la storia dei PC e in ogni modo sono sempre presenti su molti sistemi esistenti:
- VESA Feature Connector (VFC), vecchio connettore a 8 bit presente sulle schede video della fine degli anni '80
- VESA Advanced Feature Connector (VAFC), nuova versione del precedente connettore a 16 e 32 bit dello standard precedente utilizzato all'inizio degli anni 90.
- VESA Local Bus (VLB), primo esempio di connettore bus su PC dedicato a schede video, precursore di AGP.
- VESA VGA BIOS Extensions (VBE), impiegate su molti vecchi PC per permettere una risoluzione e una profondità di colore maggiori.
- VESA Enhanced Video Connector - un vecchio standard per ridurre i cavi di connessione necessari ad un PC.

### Standard attuali
Fra gli standard proposti dal consorzio VESA troviamo:
- VESA Display Power Management Signaling, permette ai monitor di spegnersi automaticamente risparmiando energia quando inutilizzati.
- Digital Packet Video Link
- VESA Video Interface Port (VIP), uno standard video digitale.

#### Standard proposti dal Display Systems Committee
- DisplayPort, connessione audio/video digitale destinata ad essere utilizzata principalmente nella connessione fra computer e monitor, o fra computer e sistemi Home Theater.
- Display-ID, nuovo formato annunciato l'11 febbraio 2008 per sostituire il formato EDID.
- Net2Display, specifiche per remotizzare i display e i dispositivi di I/O USB con velocità di risposta, prestazioni e capacità di riprodurre video in movimento paragonabili a quelle di un PC locale.
- Mobile Digital Display Interface (MMDI).
- Digital Packet Video Link (DPVL).
- Flat Display Mounting Interface (FDMI), definisce il sistema di montaggio "VESA mounts" per monitor LCD e al plasma
- Notebook Mounting.
- Monitor Control Command Set.
- Extended Display Identification Data (EDID) Il formato attuale di dati DDC2.
- Display Data Channel (DDC) o (DDC2), standard che permette ai monitor di identificarsi sulle schede video.
- Generalized Timing Formula (GTF) video timings standard
- Coordinated Video Timings standard (CVT)

#### Standard proposti dal Display Device Committee
- Monitor Panel Standards, definisce i requisiti fisici e di montaggio, la connessione elettrica, il tipo di connettore, la nomenclatura dei conduttori (pinout), e altre rilevanti specifiche tese ad assicurare la compatibilità fra diversi produttori di pannelli per monitor per PC e dispositivi similari.
- Notebook Panel Standards, definisce i requisiti fisici e di montaggio, la connessione elettrica, il tipo di connettore, la nomenclatura dei conduttori (pinout), e altre rilevanti specifiche tese ad assicurare la compatibilità fra diversi produttori di pannelli per Notebook o dispositivi simili.
- Flat Panel Display Measurement (FPMD), standard per misurare le prestazioni e la qualità dei display piatti.
- Sub7, definisce i requisiti fisici e di montaggio, la connessione elettrica, il tipo di connettore, la nomenclatura dei conduttori (piedinatura o pinout in inglese), e altre rilevanti specifiche tese ad assicurare la compatibilità fra diversi produttori di pannelli Sub 7.
- TV Panel Standards, definisce i requisiti fisici e di montaggio, la connessione elettrica, il tipo di connettore, la nomenclatura dei conduttori (pinout), e altre rilevanti specifiche tese ad assicurare la compatibilità fra diversi produttori di pannelli per TV.